# Prostorová analýza
Prostorová analýza, nebo též prostorová statistika, zahrnuje některé z formálních technik, které studují entity pomocí jejich topologické, geometrické nebo geografické vlastnosti. Prostorová analýza zahrnuje řadu technik, mnoho ještě v rané fázi vývoje, které se využívají v různých analytických postupech a různorodých oblastech, například ve studiích o umístění galaxií ve vesmíru u astronomie, při výrobě čipu v inženýrství nebo k vytvoření algoritmu pro naplánování tras, při kterých dochází k vytváření složitých struktur. Zjednodušeně řečeno, prostorová analýza je metoda, která využívá struktury v běžném lidském měřítku a to zejména k analýze geografických dat.
Komplexní problémy vznikající v prostorové analýze, z nichž mnohé nejsou ani jasně definovány, ani zcela vyřešeny, tvoří základ pro současný výzkum. Nejpodstatnější z těchto problémů je definování prostorového umístění entit, jež jsou studovány. Například studie o lidském zdraví by se dala popsat jako prostorová poloha člověka s bodem umístěným tam, kde daný člověk žije, a s body na místech, kde pracuje, nebo pomocí osy popisující jeho týdenní cesty, přičemž každá z těchto voleb má dramatický vliv na techniky, které mohou být použity pro prostorovou analýzu a závěry, které mohou být takto získány. Další záležitosti v prostorové analýze, které by měly být brány v potaz, zahrnují omezení matematických znalostí, předpoklady vyžadované pro existující statistické metody a problémy týkající se počítačem vypracovaných výpočtů.
Je velmi obtížná klasifikace technik pro prostorovou analýzu, vzhledem k velkému počtu různých oblastí výzkumu, použití různých základních postupů nebo z důvodu mnoha podob dat, které souvisí s tím, jak byla data získána.

## Historie prostorové analýzy
Prostorová analýza začala vznikat s prvními pokusy v kartografii a mapování, ale mnoho jiných oborů také posloužilo k jejímu růstu do momentální podoby. Biologie přispěla skrze botanické studie a distribuci světových, rostlinných a místních lokalit rostlin, etologické studie se zabývaly pohybem zvířat a krajin, ekologické studie zahrnovaly vegetační tvárnice, prostorovou populační dynamiku a studie biogeografie. Epidemiologie přispěla k práci na mapování onemocnění, zejména dr. Snow a jeho práce mapování propuknutí cholery, dále pak výzkumem na mapování šíření nemocí a místní studií pro poskytování zdravotní péče. Prostorová statistika sloužila velkou měrou k rozvinutí práce ve statistice. V ekonomii se projevily zejména prostřednictvím prostorové ekonometrie. Geografický informační systém je v současné době hlavním přispěvatelem prostorové analýzy, vzhledem k důležitosti zeměpisného softwaru a moderních analytických nástrojů. Dálkový průzkum přispěl značně morfometrickou a „clustering“ analýzou. Informatika značně využívá studium algoritmů, zejména ve výpočetní geometrii. Matematika nadále poskytuje základní nástroje pro analýzu a možnosti odhalit složitost prostorové oblasti, například nedávná práce s fraktály a měřítky invariance. Vědecké modelování produkuje užitečný rámec pro nové přístupy.

## Základní problémy v prostorové analýze
Prostorová analýza konfrontuje mnoho zásadních otázek v definici svých předmětů studia, v konstrukci analytických operací, které mají být použity, v používání počítačů k analýze, v omezení a zvláštností analýz, které jsou známy, a v prezentaci analytických výsledků. Mnohé z těchto problémů jsou aktivními subjekty moderního výzkumu.
Časté chyby vznikají v prostorové analýze kvůli matematice prostoru, některé zase s ohledem na zvláštní způsoby, jakými jsou údaje prezentovány v prostoru, a některé kvůli nástrojům, které jsou k dispozici. Řadu statistických otázek vyvolávají údaje ze sčítání lidu, jelikož chrání individuální soukromí tím, že shromažďují údaje v místních jednotkách. Přesné měření délky fraktálního charakteru pobřeží je často velice obtížné, někdy dokonce nemožné. Počítačový software dosazuje rovné čáry na křivky pobřeží, čímž lze snadno vypočítat délku čar, jež pobřeží definují. Nicméně tyto přímky nemusí mít žádný konkrétní význam v reálném světě, jak bylo prokázáno u pobřeží Británie.
Tyto problémy představují výzvu pro prostorové analýzy, jako síla map či prezentace v mediích. Pokud jsou výsledky prezentovány jako mapy, pak prezentace kombinuje prostorová data, která jsou obecně přesnější, ale s analytickými výsledky, které mohou být nepřesné, což vede k dojmu, že analytické výsledky jsou přesnější, než údaje samy naznačují.

### Prostorová charakteristika
Definice prostorové přítomnosti subjektu omezuje možné analýzy, které lze použít k tomuto subjektu, a ovlivňuje konečné závěry, kterých může být dosaženo. I když tato vlastnost je v podstatě pravdivá, ze všech možných analýz je zvláště důležité, aby v prostorové analýze byly nástroje pro definování studie subjektů upřednostňovány konkrétní charakteristikou subjektů, které jsou studovány. Statistické metody upřednostňují prostorovou definici objektů, jako jsou body, protože existuje jen velmi málo statistických technik, které pracují přímo s liniemi, oblastmi nebo objemovými prvky. Počítačové nástroje podporují prostorovou definici objektů, jakožto homogenních a samostatných prvků, z důvodu omezeného počtu databázových prvků a výpočetních struktur a díky snadnosti s jakou mohou být tyto primitivní konstrukce vytvořeny.

### Prostorová závislost nebo auto-korelace
Prostorová závislost je kovariance vlastností v geografickém prostoru: charakteristiky v proximálních lokalitách korelují, ať už pozitivně nebo negativně. Prostorová závislost vede k prostorové autokorelaci, což je problémem ve statistice, stejně jako časové autokorelace, jelikož porušují standardní statistické metody, které předpokládají nezávislost mezi pozorováními. Příkladem je regresní analýza, která nedokáže nahradit prostorovou závislost a tím pádem může mít nestabilní odhady parametrů, čímž nám může ukázat nespolehlivé významnosti testů. Naopak prostorové regresní modely (viz níže) netrpí těmito nedostatky a tyto vztahy zachycují. Je také příhodné vidět prostorovou závislost jako zdroj informací, spíše než jako něco, co musí být napraveno.
Místní účinky se také projevují, jako prostorová heterogenita (různorodost) nebo jako zjevné změny v procesu s ohledem na umístění v geografickém prostoru. Není-li prostor jednotný a neomezený, bude mít každé místo svůj určitý stupeň jedinečnosti ve vztahu k ostatním místům. To ovlivňuje vztahy prostorových závislostí, a proto se tomu také říká „prostorový proces“. Prostorová heterogenita znamená, že všechny parametry stanovené pro celý systém nemusí dostatečně popisovat postup v určitém místě.

### Změna měřítka
Prostorová měření stupnic jsou přetrvávajícím problémem v prostorové analýze. Krajinní ekologové vyvinuli řadu měřítek invariantních metrik z hlediska ekologie, kterými jsou například fraktály v přírodě. Obecně řečeno je bez měřítka nezávislé metody analýzy velice těžké se rozhodovat, jak v prostorové statistice dále postupovat.

### Vzorkování
Prostorové vzorkování zahrnuje stanovení omezeného počtu míst v geografickém prostoru pro přesné měření jevů, které jsou předmětem závislosti a různorodosti. Závislost naznačuje, že od jednoho umístění lze předpovědět hodnotu jiného umístění a tím pádem nepotřebujeme pozorování v obou místech. Heterogenita však naznačuje, že se tento vztah se může měnit v rámci prostoru, a proto nemůžeme věřit pozorované míře závislosti u oblasti, která je malá. Základní schémata prostorového odběru vzorků jsou náhodné, seskupené nebo systematické. Tyto základní systémy mohou být použity na více úrovních v určité prostorové hierarchii (např. městská oblast, město, „sousedství“). Je také možné využít doplňkové údaje, jako jsou například hodnoty vlastností, vodítko v režimu prostorového odběru vzorků nebo měření dosaženého vzdělání a příjmu. Prostorové modely, jako je autokorelační statistika, regrese a interpolace (viz níže) mohou také diktovat složení vzorku.

### Časté chyby v prostorové analýze
Základní problémy prostorové analýzy mohou vést ke zkreslení, k deformaci, a tím ke vzniku přímých chyb v dosažených výsledcích. Tyto problémy jsou často vzájemně propojeny, ale byly provedeny různé pokusy oddělit konkrétní problémy od sebe navzájem. 

#### Délka
Benoît Mandelbrot vytvořil dokument o pobřeží Británie, kde se ukázalo, že je ve své podstatě nesmyslné diskutovat o určitých prostorových konceptech i přes vlastní domněnky platnosti konceptu. Délky v ekologii jsou přímo závislé na rozsahu, ve kterém jsou naměřené, a na zkušenostech s měřením. Takže zatímco inspektoři běžně změří délku řeky, tato délka má význam pouze v kontextu významu měřicí techniky a v otázkách v rámci studie.

#### Lokalizační klam
Lokalizační klam se týká chyb v důsledku určité prostorové charakteristiky, zvolené pro prvky studie, která závisí zejména na volbě umístění prostorové přítomnosti prvku.
Prostorová charakteristika může být zjednodušená nebo dokonce špatná. Studie lidí často snižuje jejich prostorovou existenci na jedno místo, například jejich domácí adresy. To může snadno vést k špatné analýze, například když se bere ohled na přenos onemocnění, které se může stát v práci nebo ve škole, a tím pádem daleko od domova.
Prostorová charakteristika může implicitně omezit předmět studia. Příkladem může být prostorová analýza dat kriminality, která se nedávno stala populární, ale u těchto studií lze pouze popsat jednotlivé druhy trestných činů, což je možné i prostorově. Téma napadení lze uplatnit v mnoha mapách, ale v méně mapách, například jedná-li se o zpronevěru s politickými důsledky v pojímání zločinu a politiky navrhovanému řešení tohoto problému.

#### Atomický klam
Atomický klam popisuje chyby ve zpracování prvků, jako oddělené „atomy“, které jsou mimo svoji prostorovou souvislost.

#### Ekologický klam
Ekologický klam popisuje chyby způsobené provedením analýz souhrnných údajů, které se snaží dosáhnout závěrů o jednotlivých jednotkách. Chyby se vyskytují v části od prostorové agregace. Například pixel reprezentuje průměrné povrchové teploty v prostoru. V ekologickém klamu by se předpokládalo, že by všechny body v této oblasti měly stejnou teplotu. Toto téma úzce souvisí s problémem modifikovatelných plošných jednotek.

### Řešení základních problémů

#### Geografická místa
Matematický prostor existuje, když máme řadu pozorování a kvantitativních měření a jejich atributů. Například můžeme reprezentovat příjem nebo roky vzdělávání jednotlivců v určitém souřadnicovém systému, kde umístění každého jednotlivce může být stanoveno s ohledem na oba rozměry. Vzdálenosti mezi jednotlivci v rámci tohoto prostoru jsou kvantitativní měrou a bere se v potaz jejich rozdíly s ohledem na příjmy a vzdělání. Nicméně se v prostorové analýze zabýváme konkrétními typy matematických prostorů, a to konkrétně geografickým prostorem. Pozorování v geografickém prostoru odpovídají místu v rámci prostorového měření, které zachycuje jejich blízkost v reálném světě. Umístění v rámci prostorových měření často představují místa na povrchu Země, ale není to vždy nezbytně nutné. Rámec prostorového měření může také zachytit blízkosti s ohledem na vesmírný prostor nebo i v rámci biologické entity, jako jsou třeba játra. Základním principem je Toblerův první zákon v geografii: v případě, že se vzájemný vztah mezi subjekty zvyšuje s blízkostí v reálném světě, pak jsou zastoupení v geografickém prostoru a hodnocení pomocí metody prostorové analýzy vhodné.
Euklidovská vzdálenost často představuje blízkost mezi umístěními, i když je to jen jedna z možností. Existuje nekonečné množství vzdáleností kromě Euklidovy, které mohou podporovat kvantitativní analýzu. Například „Manhattan“ vzdálenost, kde je pohyb omezen na cesty rovnoběžně s osami, může být významnější než euklidovské vzdálenosti třeba při práci v městském prostředí. Kromě vzdáleností existují i další geografické vztahy, jako je připojení (např. existence nebo stupně společných hranic) nebo směr, které také mohou ovlivnit vztahy mezi entitami. Je také možné spočítat minimální náklady cesty, k čemuž nám poslouží vzdálenosti mezi místy, přičemž bereme též v potaz, že se náklad musí pohybovat v celém členitém terénu.

## Typy prostorových analýz
Prostorová data přichází v mnoha variantách, a není proto snadné přijít na systém klasifikace, který je zároveň exkluzivní, vyčerpávající, nápaditý a uspokojující (G. Upton & B. Fingelton).

### Analýza prostorových dat
Městské a regionální studie se potýkají s velkým množstvím tabulek prostorových dat, získaných ze sčítání lidu a průzkumů. Je třeba zjednodušit obrovské množství podrobných informací za účelem získání hlavního trendu. Vícerozměrná analýza nebo též faktorová analýza umožňuje změnu proměnných. Například transformaci mnoha proměnných ve sčítání lidu, obvykle v přímém vztahu mezi sebou, do menšího počtu nezávislých „faktorů“ nebo „hlavních komponent“, kterými jsou v podstatě vektory datové korelační matice, vážená koeficientem inverzí vlastních hodnot. Tato změna proměnných má dvě hlavní výhody:
1. Od té doby, co jsou informace soustředěny do prvních nových faktorů, je možné zachovat jen několik z nich a ztráty bývají na množství informací minimální, jejich mapování produkuje méně či více významné mapy.
2. Faktory neboli vektory jsou výstavbou ortogonální, což znamená, že nejsou korelovány. Ve většině případů je dominantním faktorem (s největší hodnotou) sociální komponent, oddělující ve městě bohaté a chudé. Vzhledem k tomu, že faktory nejsou korelovány, další procesy menší než sociální status, který by i tak zůstal skryt, se objeví na druhém, třetím… faktoru.

Faktorová analýza je závislá na měření vzdáleností mezi pozorováními: výběr z významné metriky je rozhodující. Euklidovská vzdálenost (analýza hlavních komponent), „Chi-Square“ vzdálenost (korespondenční analýza) nebo zobecněné Mahalanobisova vzdálenost (diskriminační analýza) patří k širokému využití. Složitější modely byly navrženy pomocí rotace a společných rysů.
Použití vícerozměrných metod prostorové analýzy začaly už v roce 1950 (ačkoli některé příklady byly na počátku století) a vyvrcholily v roce 1970 s rostoucím výkonem a dostupností počítačů. Již v roce 1948 v klíčové publikaci dva sociologové, Bell a Shevky, ukázali, že většina městské populace v USA a ve světě by mohla být reprezentována třemi nezávislými faktory: 1. sociálně-ekonomický status – pokládá proti sobě bohaté a chudé čtvrti a rozděluje je do sektorů běžících podél silnic od centra města, 2. životní cyklus – tj. věková struktura domácností, rozdělená v soustředných kruzích a 3. rasa a etnický původ – identifikace území města zaplněného migranty. V roce 1961 byla v průkopnické studii britských geografů použita faktorová analýza ke klasifikaci britských měst. Brian J. Berry a jeho studenti z Univerzity v Chicagu široce využili tyto metody a uplatnili je na nejdůležitější města po celém světě a umožnili tak projev společné sociální struktury. Použití faktorové analýzy v geografii, která se dala snadno vytvořit pomocí moderních počítačů, bylo široké, ale ne vždy moudré.
Vzhledem k tomu, že získané vektory jsou určeny maticemi dat, není možné, aby tyto faktory byly získány z různých sčítání. Řešení spočívá ve spojení několika matic v jedinečné tabulce, která pak může být analyzována. Zde se však předpokládá, že definice proměnných se nemění v průběhu času a navíc se vytvářejí obrovské tabulky - pracuje se s tím velmi složitě. Lepší řešení navrhli psychometrici, a to skupiny dat v krychlových maticích se třemi položkami (například umístění, proměnné a lhůty). „Three-Way Factor Analysis“, jak se jí říká, vyrábí tři skupiny faktorů souvisejících s malými krychlovými jádry matice. Avšak tento způsob, který vykazuje vývoj dat v průběhu času, nebyl v geografii nijak široce využit. Ačkoliv v Los Angeles dostala část města, tzv. „Downtown“, svoji roli jakožto organizačního centra pro celé město na několika desetiletí, která však byla tradičně ignorována.

### Prostorová autokorelace
Prostorová autokorelační statistika nám opatřuje a analyzuje míru závislosti mezi pozorováními v geografickém prostoru. Klasické statistiky prostorové autokorelace jsou Moranova, Gearyho, Getisova a standardní odchylky elipsy. Tyto statistické údaje vyžadují měření, které závisí na prostorové matici, odráží intenzitu geografického vztahu pozorování v okolí, např. vzdálenosti mezi sousedy, jako je délka společné hranice, nebo spadají-li do zadané směrové třídy, jako třeba do třídy „západ“. Klasické statistiky prostorové autokorelace porovnávají váhu prostorového kovariančního vztahu v párových místech. O prostorovém vzoru podobnému šachovnici svědčí prostorová autokorelace, která je příznivější, než se kdy očekávalo od náhodně indikujících shlukování podobných hodnot napříč geografickým prostorem, zatímco významná negativní prostorová autokorelace naznačuje, že jsou sousední hodnoty jsou odlišné, než se očekávalo.
Prostorová autokorelační statistika, jako je Moranova nebo Gearyho, je globální v tom smyslu, že odhadne celkovou míru prostorové autokorelace pro určitou datovou sadu. Možnost prostorové heterogenity naznačuje, že odhadovaná míra autokorelace se může značně lišit v různých geografických prostorech. Lokální statistika prostorové autokorelace poskytuje odhady členěné na úrovně jednotek prostorové analýzy, což umožňuje posouzení vztahu závislosti napříč prostorem. Getisova statistika porovnává sousedství v globálním měřítku a určuje silu autokorelace lokálních regionů. Lokální verze Moranovy a Geryho statistiky jsou také k dispozici.

### Prostorová interpolace
Prostorová interpolační metoda odhaduje proměnné v nesledovaných místech v geografickém prostoru na základě hodnot sledovaných míst. Základní metody zahrnují inverzní váhu vzdálenosti: to znamená, že proměnná s klesající vzdáleností ze sledovaného místa zeslabuje. Kriging je sofistikovanější metodou, která interpoluje prostor podle vztahu prostorového zpoždění, které má i systematické a náhodné složky. Tímto může obsáhnout širokou škálu prostorových vztahů pro skryté hodnoty mezi pozorovanými lokalitami. Kriging poskytuje optimální odhady vzhledem k předpokládanému zpoždění vztahu a odhady chyb, které mohou být mapovány pro zjištění, zda existují nějaké prostorové vzory.

### Prostorové regrese
Prostorová regresní metoda zachycuje prostorovou závislost v regresní analýze, vyhýbá se statistickým problémům, jako jsou nestabilní parametry a nespolehlivé významnosti testů, a taktéž poskytování informací o prostorových vztazích mezi zúčastněnými proměnnými. V závislosti na konkrétní technice může prostorová závislost vstoupit do regresního modelu jako vztahy mezi nezávislými proměnnými a závislou, mezi závislými proměnnými a prostorovým odstupem sama o sobě, nebo v chybových podmínkách. Geograficky vážená regrese (GWR) je místní verze prostorové regrese, která generuje parametry členěné podle prostorových analytických jednotek. To umožňuje posouzení prostorové heterogenity v předpokládaných vztazích mezi nezávislými a závislými proměnnými. Použití „Markov chain Monte Carlo“ (MCMC) metody může dovolit odhad komplexních funkcí, jako jsou například „Poisson-Gamma-CAR“, „Poisson-lognormal-SAR“ nebo „Overdispersed logit“ modely.

### Prostorové interakce
Prostorová interakce nebo též „gravitační modely“ odhadují pohyby osob, materiálů či informací mezi umístěními v geografickém prostoru. Faktory mohou zahrnovat původ pohonné proměnné, jako je počet dojíždějících v obytných oblastech, určení přitažlivosti proměnných, například množství kancelářských prostor v oblasti zaměstnanosti a bezdotykových vztahů mezi místy, která byla naměřená, dále pak jako je ujetá vzdálenost nebo doba jízdy. Mimo jiné, topologické nebo spojující vztahy mezi jednotlivými oblastmi musí být identifikovány, a to zejména s ohledem na často protichůdné vztahy mezi vzdáleností a topologií, ku příkladu dvě prostorově blízká sousedství nezobrazí žádné významné interakce, pokud jsou od sebe odděleny dálnicí. Po zadání funkční formy těchto vztahů, může analytik odhadnout parametry modelu, a to pomocí dat pozorovaných toků a standardní techniky odhadu, jako jsou metoda nejmenších čtverců nebo metoda maximální věrohodnosti. Konkurenční destinační verze modelů prostorových interakcí zahrnují blízkost mezi cíli (nebo původy) nebo též původ-cílovou blízkost, což zachycuje dopad určující shluky na tocích. Výpočetními metodami, jako jsou například umělé neuronové sítě, lze také odhadnout vztahy prostorové interakce mezi lokalitami a zároveň kvalitativní údaje a údaje o hlučnosti.

### Simulace a modelování
Prostorové modely interakce jsou souborem ze shora-dolů: uvádějí celkové řídící vztahy k proudům mezi lokalitami. Tuto vlastnost též sdílí městské modely, jako jsou ty, založené na základě matematického programování, proudící mezi hospodářskými odvětvími nebo teorií „bid-rent“. Cílem alternativního modelování perspektivy je systému na nejvyšší možné úrovni representovat členění, detailně studovat vznik složitých vzorců a vztahů z chování a interakce na individuální úrovni.
Z teorie komplexních adaptivních systémů aplikované na prostorové analýzy vyplývá, že jednoduché interakce mezi blízkými subjekty mohou vést k složitým, trvalým a funkčním prostorovým subjektům na všech úrovních. Existují v zásadě dvě simulační metody, a to jsou buněčné automaty a „agent-based“ modelování. Buněčné automaty modelování ukládají pevný prostorový rámec, jako jsou mřížky buněk a určují pravidla, která tvoří stav buňky založené na stavech sousedních buněk. Jak čas postupuje, prostorové vzory se jeví jako buňky měnící své stavy na základě stavu jejich sousedních buněk, což mění podmínky pro budoucí časové období. Příkladem mohou být buňky představující umístění v městské oblasti a jejich stavy, které mohou být různého typu, dle využití půdy. Mezi vzory, které mohou vzniknout z jednoduchých interakcí místního využívání půdy, patří kancelářské obvody a rozrůstání měst. „Agent-based“ modelování používá softwarové subjekty (prostředky), které mají cílevědomé chování (cíle) a mohou reagovat, komunikovat a měnit své životní prostředí a zároveň se snažit dosáhnout svých cílů. Na rozdíl od buněk v buněčných automatech mohou být prostředky mobilní a jsou ohleduplné, pokud jde o prostředí. Například jeden by mohl modelovat dopravní zácpu a dynamiku pomocí prostředků, které představují jednotlivá vozidla, kvůli snaze minimalizovat čas mezi cestou z původního místa do místa určení. Zatímco sledují minimální čas cestování, musí také prostředky dávat pozor, aby nedocházelo ke kolizím s ostatními vozidly, a také se snaží i jinak minimalizovat dobu jízdy. Buněčné automaty a „Agent-based“ modelování jsou komplementární modelovací strategie. Mohou být integrovány do běžného geografického automatického systému, kde některé látky jsou pevné, zatímco jiné jsou mobilní.

### Geostatistika Multiple-Point (MPS)
Prostorová analýza koncepčního geologického modelu je hlavním cílem každého MPS algoritmu. Metoda analýzy prostorové statistiky geologického modelu, tzv. zkušební obraz, generuje realizaci z jevů, které ctí více vstupních bodů statistiky.
Současný MPS algoritmus vyřešil úkol, vzorec je založen na metodě „Honarkhah“. V této metodě se přístup založený na vzdálenosti používá k analýze vzorů ve zkušebním obrazu. To umožňuje reprodukci statistik na více bodech a reprodukci složitých geometrických vlastností zkušebního obrazu. Každý výstup algoritmu MPS je realizace představující náhodné pole. Několik realizací může být společně použito pro kvantifikaci prostorové nejistoty.
Současná MPS metoda, vytvořená Tahmasebi, využívá funkce vzájemné korelace pro zlepšení reprodukce prostorového vzoru. Této MPS simulační metodě říkají CCSIM algoritmus. Tato metoda je schopna kvantifikovat prostorová připojení, variabilitu a nejistotu. Kromě toho tato metoda není citlivá na jakýkoliv typ dat a je schopna simulovat jak kategorické, tak i nepřetržité scénáře.

## Geografické informační vědy a prostorová analýza
Geografické informační systémy (GIS) a základní věda geografických informací urychlují technologie, které mají silný vliv na prostorové analýzy. Zvyšující se schopnost zachytit a zpracovat geografické údaje znamená, že prostorová analýza probíhá v rámci stále více narůstajících, na data bohatých prostředí. Geografické systémy sběru dat zahrnují dálkově snímané obrazy, systémy monitorování životního prostředí, jakými jsou inteligentní dopravní systémy a lokalizační technologie, jako jsou mobilní telefony, které mohou nahlásit místo v téměř reálném čase. GIS poskytuje platformu pro správu těchto dat, výpočet prostorových vztahů (vzdálenost, konektivitu a směrové vztahy mezi prostorovými jednotkami) a vizualizaci jak surových dat, tak i prostorových analytických výsledků v rámci kartografického kontextu.

### Obsah
- Prostorové umístění: Převod polohování informace o prostoru objektů pomocí prostoru souřadnicového systému. Teorie projekční transformace je základem reprezentace prostorového objektu.
- Prostorové rozdělení: podobné skupiny prostorový objektů umisťují informace včetně distribuce, trendu, kontrastu atd.
- Prostorová forma: geometrický tvar prostorových objektů
- Prostorové místo: kosmické objekty pod úhlem
- Prostorový vztah: vztah mezi prostorovými objekty včetně topologie, orientace, podobnosti, atd.

Geovizualizace (GVis) kombinuje vědecké vizualizace s digitální kartografií k podpoře průzkumu a k analýze geografických dat a informací, včetně výsledků prostorové analýzy a simulace. GVis využívá lidské orientace k vizuálnímu zpracování informací v průzkumu, a analýzy a komunikace geografických dat a informací. Na rozdíl od tradiční kartografie je GVis typicky tří nebo čtyř-dimenzionální (později zahrnující i čas) uživatelský program.
Geografické znalosti objevu (GKD) je člověkem usměrněný proces aplikování efektivních výpočetních nástrojů pro zkoumání masivních prostorových databází. GKD zahrnuje geografické dolování dat, ale také související činnosti, jako je výběr dat, čištění dat a přepracování a interpretace výsledků. GVis může sloužit také jako ústřední role v procesu GKD. GKD je založen na předpokladu, že masivní databáze obsahují zajímavé (platné, neotřelé, užitečné a srozumitelné) vzory, které standardní analytické metody nemohou najít. GKD může sloužit jako hypotéza generující proces pro prostorovou analýzu, produkující předběžné vzorce a vztahy, které by měly být potvrzeny za použití prostorových analytických technik.
Prostorové systémy pro podporu rozhodování (SDSS) berou existující prostorová dat a používají různé matematické modely, aby vytvořily projekci do budoucnosti. Toto poskytuje městským a regionálním plánovačům intervenční test a usnadňují rozhodování před jejich zavedením.